# Sistema assiomatico
In matematica, un sistema assiomatico (o assiomatica) è un insieme di assiomi che possono essere usati per dimostrare teoremi. Una teoria matematica consiste quindi in una assiomatica e tutti i teoremi che ne derivano.

## Proprietà
Un sistema assiomatico è coerente se non è possibile trarre dal sistema due teoremi contraddittori.
In un sistema assiomatico un assioma è detto indipendente se non può essere dedotto dagli altri assiomi. Un sistema è indipendente se ogni suo assioma è indipendente.
Un sistema assiomatico è completo se è possibile dimostrare (a partire da questi assiomi) la verità o falsità di ogni proposizione deducibile dal sistema assiomatico posto (in altre parole, tutte le proposizioni formulabili nell'universo in cui è posto il sistema assiomatico, sono definibili, in termini di verità o falsità, dal medesimo insieme di assiomi).

## Dimostrazioni e definizioni
Sia gli assiomi sia i teoremi che possono essere ricavati da essi sono degli enunciati, ovvero delle affermazioni che dichiarano la sussistenza di certe relazioni fra certi termini. Così quando si dichiarano gli assiomi di un sistema assiomatico, si stanno dichiarando degli enunciati che si assumono per veri a priori, e i teoremi che si possono dedurre da quegli assiomi sono veri quando si sia assunta la verità degli assiomi. Da questo punto di vista gli assiomi possono essere considerati dei "teoremi primitivi", cioè quei teoremi che non si ricavano da nessun altro e dai quali si ricavano tutti gli altri.
Sia gli assiomi sia i teoremi, come si è detto, enunciano qualcosa di certi termini. Come gli assiomi possono essere considerati dei "teoremi primitivi", che in quanto tali sono "indimostrabili" (o comunque non dimostrati, e assunti per veri a priori) così fra tutti i termini che compaiono in una teoria ce ne sono alcuni che risultano "indefinibili" (o comunque non definiti, e assunti per noti a priori). Questi termini vengono detti termini primitivi (o anche concetti primitivi o nozioni primitive): si tratta di quei termini che non sono definiti a partire da nessun altro termine, e a partire da quali si definiscono tutti gli altri.
Tutto ciò non significa che fra le dimostrazioni e le definizioni ci sia una separazione, in quanto questi due aspetti di una teoria risultano strettamente complementari fra loro.
Una evidenza immediata di questa complementarità è il fatto che spesso alcuni termini vengono definiti dopo aver dimostrato un teorema di esistenza e unicità. Ad esempio se dimostriamo che esiste un certo numero avente certi requisiti, e che quel numero è unico, allora possiamo cominciare a fare riferimento ad esso usando degli articoli e dei pronomi dimostrativi ("il numero che...", o "quel numero che..."), dopodiché per semplificare le espressioni possiamo introdurre un nome per quel termine, ottenendo così una nuova definizione.
Un altro aspetto, più sottile e cruciale, della stretta connessione fra dimostrazioni e definizioni emerge quando ci si chieda come sia possibile partire da "verità indimostrate" e "concetti indefiniti". Se nel momento in cui enunciamo gli assiomi non sappiamo di cosa stiamo parlando, che senso ha dire qualcosa? E come facciamo a prendere per vero ciò che stiamo dicendo? Di fronte a queste domande si pongono dei profondi problemi filosofici sul fondamento delle teorie, problemi a cui si lavora da secoli se non da millenni.
Nella storia della filosofia molti hanno tentato di rispondere a questi interrogativi facendo ricorso a ipotetiche facoltà umane capaci di trascendere la semplice dimostrazione dei teoremi e la definizione esplicita dei termini. Tali facoltà sarebbero più o meno riconducibili a ciò che viene comunemente definito intuizione. Un esempio di tale impostazione si riscontra nel filosofo Kant il quale ritiene che l’aritmetica si basi sull'"intuizione a priori del tempo", mentre la geometria sull'"intuizione a priori dello spazio". Così i concetti primitivi sarebbero "noti per intuizione", e gli assiomi sarebbero "evidenti per intuizione". Anche assumendo che tutto ciò possa corrispondere a un criterio di verità, resta aperto il problema di stabilire se tale presunta facoltà che abbiamo definito intuizione sia una facoltà che ricava il significato di certi concetti e l'evidenza di certi enunciati a partire dall'esperienza, come sostenuto dai matematici intuizionisti, oppure se quei significati e quell'evidenza siano già noti all'uomo in modo innato.
Su queste questioni si sono espresse nei secoli le opinioni più varie, discordi e anche confuse. Un tentativo di venirne fuori in modo rigoroso è stato intrapreso a partire dalla fine del XIX secolo (con i lavori di Frege, Russell, Wittgenstein eccetera), rinunciando a speculazioni vaghe di stampo metafisico e concentrandosi sullo studio delle proprietà dei sistemi assiomatici. Da tale studio è emersa la possibilità che i concetti primitivi, benché non vengano definiti esplicitamente a partire da nessun altro concetto, risultino comunque definiti implicitamente "fra di loro", a partire proprio dal sistema degli assiomi.
Il concetto di definizione implicita richiederebbe una lunga trattazione di logica, ma come primo approccio possiamo usare una immagine poco più che metaforica, considerando che avviene qualcosa di simile a ciò che accade quando si ha un sistema di equazioni in più incognite. In quel caso si parte da una serie di grandezze incognite e, benché esse siano incognite, si dichiarano fra di esse una serie di relazioni. Nessuna di queste relazioni, di per sé, è sufficiente a determinare il valore delle incognite, eppure se quelle relazioni sono in numero "sufficiente", quando vengano prese tutte assieme esse determinano in modo univoco il valore delle incognite. Nel caso delle definizioni implicite si parte da un insieme di concetti da definire, e - pur senza conoscere il significato di quei concetti - si dichiarano degli enunciati che li contengono. Quando questi enunciati raggiungono un numero "sufficiente", diventa possibile dedurre dei teoremi a partire da quegli enunciati, sicché per quei concetti si è in grado di dire ciò che è "vero" e ciò che è "falso". Pertanto quando gli enunciati relativi a quei concetti e assunti per veri a priori diventano "sufficienti", si verificano contemporaneamente due circostanze:
- a partire da quegli enunciati è possibile dedurre dei teoremi;
- tali teoremi enunciano qualcosa dei termini primitivi, o producono dimostrazioni a partire dalle quali si possono definire altri concetti derivati a partire da quelli primitivi, e poi concetti derivati da quelli derivati e così via.

Quando si verificano queste circostanze noi diciamo, appunto, che tale sistema di enunciati costituisce un sistema assiomatico. Pertanto il sistema assiomatico:
- da una parte è caratterizzato come un sistema di enunciati a partire dai quali si possono dimostrare dei teoremi riguardanti certi termini e i termini derivanti,
- ma d'altra parte, proprio perché a partire da quel sistema di enunciati diventa possibile dire che cosa sia "vero" o "falso" di quei termini, dobbiamo anche ammettere che quando quel sistema di enunciati diventa "sufficiente" per dimostrare dei teoremi allora anche i termini primitivi, quelli che non erano stati definiti in modo esplicito, risultano essere in qualche modo "noti"; e poiché non ne è stata data una definizione esplicita, si dice che se ne è data una definizione implicita, la quale risulta essere contenuta "intrinsecamente" nel sistema degli assiomi.

Qui si vede chiaramente lo stretto legame fra dimostrazioni e definizioni: il sistema degli assiomi è tale perché a partire da esso si possono dimostrare dei teoremi circa i termini primitivi e i loro derivati, ma se è possibile dimostrare dei teoremi è proprio perché - in qualche modo "implicito" - quegli assiomi definiscono quei termini.
Ad esempio se si parte da un insieme di termini primitivi e ignoti come "punto", "retta" eccetera, e si dichiarano una serie di enunciati dai quali sia possibile ricavare che "la somma degli angoli interni di un triangolo è un angolo piatto", si sta dicendo qualcosa di "vero" di concetti che non si sono mai definiti esplicitamente, eppure il fatto che a partire da quegli assiomi sia diventato possibile dire ciò che è "vero" di quei concetti significa che in qualche modo quegli assiomi contengono ciò che la metafisica tradizionale definirebbe l'"essenza" di quei concetti.

## Storia
Il primo tentativo di assiomatizzazione risale agli Elementi di Euclide, (IV-III secolo a.C.) e riguarda la geometria piana. Euclide fornisce 5 nozioni comuni e cinque postulati, da cui poi ricava altri teoremi. Precedentemente, Aristotele aveva dato nell'Organon e nella Metafisica la prima impostazione formale della logica, raccogliendo vari assiomi da Platone e altri filosofi precedenti. Nella matematica, tuttavia, il primo tentativo di assiomatizzazione si ebbe nel 1888, quando Richard Dedekind propose un insieme di assiomi sui numeri,. L'anno seguente, Giuseppe Peano riprende il lavoro di Dedekind ed espone i suoi assiomi sull'aritmetica:
1. Esiste un numero naturale, 0 (o 1)
2. Ogni numero naturale ha un numero naturale successore
3. Numeri diversi hanno successori diversi
4. 0 (o 1) non è il successore di alcun numero naturale
5. Ogni insieme di numeri naturali che contenga lo zero (o l'uno) e il successore di ogni proprio elemento coincide con l'intero insieme dei numeri naturali (assioma dell'induzione)

Si prende 0 o 1 a seconda del modello dei numeri naturali voluto. Peano lascia sottintesi gli assiomi logici che gli permettono di operare con la logica simbolica. Vengono sottintese alcune nozioni comuni:
1. Un numero può essere univocamente e solo minore, maggiore o uguale ad un altro numero (relazioni di ordinamento)
2. Dati due numeri m ed n, con m > n, procedendo attraverso i successori di n si arriva a m in un numero finito di passi (continuità dei numeri)

Già il sopracitato Gottlob Frege con il suo lavoro Die Grundlagen der Arithmetik del 1884 e il successivo Grundgesetze der Arithmetik, tentava di ridurre l'aritmetica alla logica. Bertrand Russell minò il suo tentativo scoprendo nel 1901 l'omonimo paradosso di Russell, e per ovviare elaborò con Alfred North Whitehead i Principia Mathematica. Nel 1899, David Hilbert riformula gli assiomi della geometria, esplicitando anche le nozioni implicite lasciate sottintese da Euclide: ad esempio, Euclide non dice che esistono almeno tre punti in piano, e che esiste almeno un punto del piano che non appartiene alla retta, e così via. Il Grundlagen der Geometrie (Fondamenti di geometria) consiste di 
1. Tre oggetti, che lascia non definiti:
punto
linea
piano
2. Sei relazioni, sempre indefinite
Essere su
Essere tra
Essere in
Essere uguale a
Essere parallelo a
Essere continuo
3. Ventuno assiomi (detti assiomi di Hilbert) 
otto relazioni di incidenza
quattro proprietà di ordinamento
cinque relazioni di congruenza
tre relazioni di continuità
un postulato sul parallelismo equivalente al postulato delle parallele di Euclide

Nel Congresso del 1900, Hilbert elencò alcuni problemi, tra cui la dimostrazione della consistenza degli assiomi della matematica e l'assiomatizzazione della fisica, la soluzione dei quali, a suo parere, sarebbe stata imminente. Nel 1931, però, Kurt Gödel dimostrò che ogni sistema assiomatico, equivalente agli assiomi di Peano, non può essere contemporaneamente completo e coerente (I teorema di incompletezza), e, se è coerente, non può dimostrare la sua stessa coerenza (II teorema).